# Manga de Dokuha
Manga de Dokuha (jap. まんがで読破, dt. „Durchlesen mit Manga/Comics“) ist eine Manga-Edition des Verlags East Press, in der bekannte Literaturwerke in Comicform umgesetzt sind. Zweck der Reihe ist wichtige literarische Werke einer Leserschicht näher zu bringen, die diese entweder sonst nicht lesen oder kennen würde. Besondere Aufmerksamkeit erregte die Reihe damit, dass sie sich unter den literarischen Werken auch politische Werke wie der kommunistische Roman Kanikōsen, Karl Marx’ Das Kapital oder Adolf Hitlers Mein Kampf befinden. Einige Bände wurden auch ins Englische übersetzt.

## Überblick
Manga de Dokuha wurde von East Press gestartet, um junge Japaner an klassische Literatur mittels des Mangaformats heranzubringen. Die Einzeltitel werden von Maruo Kōsuke herausgegeben und geschrieben, vom Künstlerkollektiv Variety Art Works gezeichnet und werden oft in convenience stores wie 7-Eleven verkauft. Bis Juli 2008 verkauften sich die ersten 17 Titel der Reihe über 900.000-mal. Die durchschnittlichen Verkaufszahlen der einzelnen Titel waren etwa 35.000 Exemplare.
Die US-Mangaplattform JManga übersetzte 14 Titel von Manga de Dokuha ins Englische: Gezeichnet, Das Kapital, Der seltsame Fall des Dr. Jekyll und Mr. Hyde, Ginga Tetsudō no Yoru, Gorin no Sho, Ich der Kater, Seton Dōbutsuki, Sutta Nipata, Tausendundeine Nacht, Die Verwandlung, Die Reise nach Westen, Auf der Suche nach der verlorenen Zeit, Die Kunst des Krieges und Oku no Hosomichi. Der US-Verlag One Peace Books veröffentlichte am 1. September 2012 Don Quijote, Der große Gatsby, Moby-Dick, Ulysses und Der Krieg der Welten als Teil seiner Reihe Manga Classic Readers. Beim kanadischen Verlag Red Quill Books erschien 2012 ebenfalls eine englische Übersetzung des Manga zu Das Kapital.

## Bedeutende Titel

### KanikōsenundDas Kapital
Einer der ersten Titel der Reihe war Kobayashi Takijis Roman Kanikōsen von 1929, der auch mehrfach ins Deutsche übersetzt wurde – als Der 15. März 1928: Eine japanische Arbeiter-Erzählung im Jahr 1932, als Krabbenfischer in der DDR 1958 und zuletzt als Das Fabrikschiff 2012. Das Buch erzählt aus einem linken Blickwinkel von der Mannschaft eines Krabbenfischerschiffs und deren Ausbeutung durch Kapitalisten. Hatten sich von dem Roman zuvor etwa 5000 Exemplare pro Jahr verkauft, so wurde es 2008 zum 75. Todestag des Autors mit 507.000 Exemplaren ein unerwarteter Bestseller. Die Mangafassung von Manga de Dokuha erschien im Vorjahr und verkaufte sich mehr als 200.000-mal. Als Reaktion auf den Erfolg des Kanikōsen-Manga mit seinem kommunistischen Thema entschied sich der Verlag ebenfalls Karl Marx’ Abhandlung Das Kapital als Manga zu adaptieren. In diesem werden die marxistischen und antikapitalistischen Prinzipien anhand des fiktiven Käsefabrikbesitzers Robin dargestellt, der sich schuldig fühlt seine Arbeiter ausgebeutet und die sozialistischen Prinzipien seines Vaters verraten zu haben. Herausgeber Maruo erklärte den Erfolg mit „Ich denke das die Menschen bei Marx nach Antworten zu den Problemen einer kapitalistischen Gesellschaft suchen. Offensichtlich legt die jüngste globale Krise nah, dass das System nicht ordentlich funktioniert.“ Die East-Press-Ausgabe von Das Kapital verkaufte sich in den ersten Tagen ihrer Veröffentlichung 6000-mal.
Der erneute Erfolg des Romans und Mangas zu Kanikōsen wie auch zu Das Kapital wurden oft zum Anstieg der Beliebtheit linkslastiger Literatur allgemein in Japan in Beziehung gesetzt sowie der Weltwirtschaftskrise ab 2007 und dem Anstieg der Mitgliederzahlen der Kommunistischen Partei Japans. Nach Toeda Hirokazu, Professor für Literatur an der Waseda-Universität, wird „Kanikōsen jedesmal diskutiert und analysiert, wenn ein kritisches soziales Problem auftauche – die gesellschaftliche Ungleichheit, schlechte Arbeitsbedingungen, falsche Produktangaben, willkürliche Tötungen. Dies ist ein Charakteristikum des ‚Kanikōsen‘-Booms und symbolisiert bzw. spiegelt all jene negativen Aspekte des modernen Japans wider.“ Der Gewerkschafter Asao Daisuke äußerte sich mit „die Situation der Arbeiter in dem Buch ähnelt sehr dem von modernen Zeitarbeitern: die kurzfristigen Verträge, das Arbeiten unter strenger Überwachung, Gewalt durch Vorgesetzte, die weitverbreitete sexuelle Belästigung und der Druck gegen gewerkschaftliche Organisation sind alles Dinge, die heutigen Japanern jeden Tag begegnen.“ Der Anti-Armuts-Aktivist Hashimoto Kosuke meint zur Beliebtheit des Buches: „Ich denke das viele jungen Menschen in Japan Angst vor der Zukunft haben, und das Angst manchmal zu Wut führt. Das Lesen von Comics könnte nur der Anfang sein.“ Nach Katada Kaori, Dozentin für Soziologie an der Hōsei-Universität, ist „Armut seit einiger Zeit ein wachsendes und sichtbares Problem, aber nun suchen die Menschen nach Antworten, warum sie zurückkehrt. Deswegen wenden sie sich an diese Bücher.“

### Mein Kampf
Die Mangaversion von Adolf Hitlers Mein Kampf (jap. わが闘争, Waga Tōsō) wurde im Oktober 2008 veröffentlicht und war mit 45.000 verkauften Exemplaren ein kleiner kommerzieller Erfolg. Es löste jedoch auch eine Kontroverse aus, da der Freistaat Bayern die Rechte an dem Ursprungswerk hält und verlautbaren ließ: „Es erscheint uns nur schwer vorstellbar, dass ein Comic das geeignete Mittel wäre, um sich mit den Inhalten von Adolf Hitlers ‚Mein Kampf‘ in der gebotenen Weise kritisch auseinanderzusetzen“, dass man aber wegen der japanischen Rechtslage nicht dagegen vorgehen könne. Bayerns früherer Repräsentant in Japan, Obata Toshio, äußerte sich dazu mit „Selbst 60 Jahre nach dem Krieg ist der Nationalsozialismus ein sensibles Thema in Deutschland. Hat East Press vor der Veröffentlichung Diskussionen darüber angestrengt? Hat es die Unterschiede wie das Medium Manga in Japan und Deutschland gesehen wird berücksichtigt?“ Maruo verteidigte die Veröffentlichung mit „‚Mein Kampf‘ ist ein sehr bekanntes Buch, aber nur wenige haben es gelesen. Wir denken das dies einen Einblick über den Menschen Hitler liefert, seine Denkweise, die zu solch einer Tragödie geführt hat, obwohl er als ‚Monster‘ abgetan wird.“ Der Manga belebte in Deutschland wiederum die Debatte, ob das Quasiverbot des Buchs aufgehoben werden solle. Spiegel Online kritisiert das im Gegensatz zu Tezuka Osamus Manga Adolf, in dem Hitler als „grölende[r] Fatzke, dessen monströs verzerrte Mimik abschreckend bis lächerlich wirkt“ karikiert werde, hier „die Zeichnungen Hitlers Eigenliebe [ungebrochen reflektieren] und […] das Bild aus[stellen], das er von sich selbst entwarf“ und Hitler „kaum dämonisch“, sondern als „sympathische Gestalt“ dargestellt werde.

## Einzeltitel der Manga de Dokuha
| Titel                                                                | Autor/Kompilator            | ISBN                   | VÖ-Datum       |
| -------------------------------------------------------------------- | --------------------------- | ---------------------- | -------------- |
| Gezeichnet                                                           | Dazai Osamu                 | ISBN 978-4-87257-810-2 | Juli 2007      |
| Kokoro                                                               | Natsume Sōseki              | ISBN 978-4-87257-811-9 | Juli 2007      |
| Ausgestoßen                                                          | Shimazaki Tōson             | ISBN 978-4-87257-812-6 | Juli 2007      |
| Rashomon                                                             | Akutagawa Ryūnosuke         | ISBN 978-4-87257-834-8 | Oktober 2007   |
| Krabbenfischer                                                       | Kobayashi Takiji            | ISBN 978-4-87257-836-2 | Oktober 2007   |
| Schuld und Sühne                                                     | Fjodor Dostojewski          | ISBN 978-4-87257-835-5 | Oktober 2007   |
| Krieg und Frieden                                                    | Leo Tolstoi                 | ISBN 978-4-87257-867-6 | November 2007  |
| Darakuron und Hakuchi                                                | Sakaguchi Ango              | ISBN 978-4-87257-868-3 | November 2007  |
| Ginga Tetsudō no Yoru                                                | Miyazawa Kenji              | ISBN 978-4-87257-866-9 | November 2007  |
| Shayō                                                                | Dazai Osamu                 | ISBN 978-4-87257-890-4 | Januar 2008    |
| Die Brüder Karamasow                                                 | Fjodor Dostojewski          | ISBN 978-4-87257-889-8 | Januar 2008    |
| Gakumon no Susume                                                    | Fukuzawa Yukichi            | ISBN 978-4-87257-909-3 | März 2008      |
| Rot und Schwarz                                                      | Stendhal                    | ISBN 978-4-87257-910-9 | März 2008      |
| Bushido: Der Ehrenkodex der Samurai                                  | Nitobe Inazō                | ISBN 978-4-87257-908-6 | April 2008     |
| Die Verwandlung                                                      | Franz Kafka                 | ISBN 978-4-87257-911-6 | April 2008     |
| Meian                                                                | Natsume Sōseki              | ISBN 978-4-87257-933-8 | Mai 2008       |
| König Lear                                                           | William Shakespeare         | ISBN 978-4-87257-932-1 | Mai 2008       |
| Also sprach Zarathustra                                              | Friedrich Nietzsche         | ISBN 978-4-87257-972-7 | August 2008    |
| Faust                                                                | Johann Wolfgang von Goethe  | ISBN 978-4-87257-974-1 | August 2008    |
| Nachtflug                                                            | Antoine de Saint-Exupéry    | ISBN 978-4-87257-973-4 | August 2008    |
| Göttliche Komödie                                                    | Dante Alighieri             | ISBN 978-4-7816-0002-4 | Oktober 2008   |
| Die Tänzerin / Das Ballettmädchen                                    | Mori Ōgai                   | ISBN 978-4-7816-0003-1 | Oktober 2008   |
| Der Fürst                                                            | Niccolò Machiavelli         | ISBN 978-4-7816-0004-8 | Oktober 2008   |
| Mein Kampf                                                           | Adolf Hitler                | ISBN 978-4-7816-0011-6 | Oktober 2008   |
| Dogra Magra                                                          | Yumeno Kyūsaku              | ISBN 978-4-7816-0012-3 | Oktober 2008   |
| Die Dämonen                                                          | Fjodor Dostojewski          | ISBN 978-4-7816-0022-2 | Dezember 2008  |
| Das Kapital                                                          | Karl Marx                   | ISBN 978-4-7816-0021-5 | Dezember 2008  |
| Die Elenden                                                          | Victor Hugo                 | ISBN 978-4-7816-0024-6 | Januar 2009    |
| Die Krankheit zum Tode                                               | Søren Kierkegaard           | ISBN 978-4-7816-0023-9 | Januar 2009    |
| Der große Gatsby                                                     | F. Scott Fitzgerald         | ISBN 978-4-7816-0081-9 | März 2009      |
| Moby-Dick                                                            | Herman Melville             | ISBN 978-4-7816-0080-2 | März 2009      |
| Don Quijote                                                          | Miguel de Cervantes         | ISBN 978-4-7816-0082-6 | März 2009      |
| Die wahre Geschichte des Ah Q                                        | Lu Xun                      | ISBN 978-4-7816-0083-3 | März 2009      |
| Ulysses                                                              | James Joyce                 | ISBN 978-4-7816-0084-0 | April 2009     |
| Das Kapital. Band 2                                                  | Karl Marx, Friedrich Engels | ISBN 978-4-7816-0124-3 | April 2009     |
| Hagakure                                                             | Yamamoto Tsunetomo          | ISBN 978-4-7816-0125-0 | Mai 2009       |
| Auf der Suche nach der verlorenen Zeit                               | Marcel Proust               | ISBN 978-4-7816-0085-7 | Mai 2009       |
| Der Kaufmann von Venedig                                             | William Shakespeare         | ISBN 978-4-7816-0168-7 | Juni 2009      |
| Über die Entstehung der Arten                                        | Charles Darwin              | ISBN 978-4-7816-0167-0 | Juni 2009      |
| Sore kara                                                            | Natsume Sōseki              | ISBN 978-4-7816-0200-4 | Juli 2009      |
| Pandora no Hako und Villon no Tsuma                                  | Dazai Osamu                 | ISBN 978-4-7816-0201-1 | Juli 2009      |
| Manifest der Kommunistischen Partei                                  | Karl Marx, Friedrich Engels | ISBN 978-4-7816-0208-0 | August 2009    |
| Die Räuber vom Liang-Schan-Moor                                      | Shi Naian                   | ISBN 978-4-7816-0207-3 | August 2009    |
| Macbeth                                                              | William Shakespeare         | ISBN 978-4-7816-0221-9 | September 2009 |
| Die Leiden des jungen Werthers                                       | Johann Wolfgang von Goethe  | ISBN 978-4-7816-0220-2 | September 2009 |
| Der seltsame Fall des Dr. Jekyll und Mr. Hyde                        | Robert Louis Stevenson      | ISBN 978-4-7816-0241-7 | Oktober 2009   |
| A Christmas Carol                                                    | Charles John Huffam Dickens | ISBN 978-4-7816-0242-4 | Oktober 2009   |
| Aru Ahō no Isshō                                                     | Akutagawa Ryūnosuke         | ISBN 978-4-7816-0275-2 | November 2009  |
| Gorin no Sho                                                         | Miyamoto Musashi            | ISBN 978-4-7816-0274-5 | November 2009  |
| Nihon Shoki                                                          | Toneri-shinnō               | ISBN 978-4-7816-0277-6 | Dezember 2009  |
| Kojiki                                                               | Ō no Yasumaro               | ISBN 978-4-7816-0276-9 | Dezember 2009  |
| Kōshoku Ichidai Otoko                                                | Ihara Saikaku               | ISBN 978-4-7816-0314-8 | Januar 2010    |
| Die Geschichte vom Prinzen Genji                                     | Murasaki Shikibu            | ISBN 978-4-7816-0313-1 | Januar 2010    |
| Tausendundeine Nacht                                                 | Sammelwerk                  | ISBN 978-4-7816-0326-1 | Februar 2010   |
| Analekten                                                            | Konfuzius                   | ISBN 978-4-7816-0325-4 | Februar 2010   |
| Ich der Kater                                                        | Natsume Sōseki              | ISBN 978-4-7816-0347-6 | März 2010      |
| Byōshō Rokushaku                                                     | Masaoka Shiki               | ISBN 978-4-7816-0348-3 | März 2010      |
| Die Traumdeutung und Vorlesungen zur Einführung in die Psychoanalyse | Sigmund Freud               | ISBN 978-4-7816-0364-3 | April 2010     |
| Der Krieg der Welten                                                 | Herbert George Wells        | ISBN 978-4-7816-0363-6 | April 2010     |
| Sutta Nipata                                                         | unbekannt                   | ISBN 978-4-7816-0379-7 | Mai 2010       |
| Herzsutra                                                            | unbekannt                   | ISBN 978-4-7816-0380-3 | Mai 2010       |
| Die Kunst des Krieges                                                | Sun Tzu                     | ISBN 978-4-7816-0382-7 | Juni 2010      |
| Analekten. Teil II                                                   | Konfuzius                   | ISBN 978-4-7816-0381-0 | Juni 2010      |
| Souvenirs entomologiques                                             | Jean Henri Fabre            | ISBN 978-4-7816-0423-7 | Juli 2010      |
| Seton Dōbutsuki                                                      | Ernest Thompson Seton       | ISBN 978-4-7816-0422-0 | Juli 2010      |
| Gespräche mit Goethe in den letzten Jahren seines Lebens             | Johann Peter Eckermann      | ISBN 978-4-7816-0443-5 | August 2010    |
| Menschliches, Allzumenschliches                                      | Friedrich Nietzsche         | ISBN 978-4-7816-0444-2 | August 2010    |
| Die Reise nach Westen                                                | Wu Cheng’en                 | ISBN 978-4-7816-0459-6 | September 2010 |
| Kama Sutra                                                           | Vātsyāyana                  | ISBN 978-4-7816-0458-9 | September 2010 |
| Kokushikan Satsujin Jiken                                            | Oguri Mushitarō             | ISBN 978-4-7816-0470-1 | Oktober 2010   |
| Der Antichrist                                                       | Friedrich Nietzsche         | ISBN 978-4-7816-0469-5 | Oktober 2010   |
| Altes Testament                                                      | Sammelwerk                  | ISBN 978-4-7816-0471-8 | November 2010  |
| Neues Testament                                                      | Sammelwerk                  | ISBN 978-4-7816-0472-5 | November 2010  |
| Das Buch vom Tee                                                     | Okakura Kakuzō              | ISBN 978-4-7816-0522-7 | Dezember 2010  |
| Commentarii de Bello Gallico                                         | Julius Caesar               | ISBN 978-4-7816-0523-4 | Dezember 2010  |
| Kopfkissenbuch                                                       | Sei Shōnagon                | ISBN 978-4-7816-0534-0 | Januar 2011    |
| Tsurezuregusa                                                        | Yoshida Kenkō               | ISBN 978-4-7816-0548-7 | Februar 2011   |
| Analytische Psychologie und Psychology of the Unconscious            | Carl Gustav Jung            | ISBN 978-4-7816-0547-0 | Februar 2011   |
| Vom Gesellschaftsvertrag oder Prinzipien des Staatsrechtes           | Jean-Jacques Rousseau       | ISBN 978-4-7816-0578-4 | März 2011      |
| Hyakunin Isshu                                                       | Sammelwerk                  | ISBN 978-4-7816-0604-0 | März 2011      |
| Hamlet                                                               | William Shakespeare         | ISBN 978-4-7816-0579-1 | März 2011      |
| Chroniken der Drei Reiche                                            | Chen Shou                   | ISBN 978-4-7816-0594-4 | April 2011     |
| Discours de la méthode                                               | René Descartes              | ISBN 978-4-7816-0593-7 | April 2011     |
| Oku no Hosomichi                                                     | Matsuo Bashō                | ISBN 978-4-7816-0605-7 | Mai 2011       |
| Die Kameliendame                                                     | Alexandre Dumas             | ISBN 978-4-7816-0606-4 | Mai 2011       |
| Die Pflicht, glücklich zu sein                                       | Alain                       | ISBN 978-4-7816-0607-1 | Juni 2011      |
| On Liberty                                                           | John Stuart Mill            | ISBN 978-4-7816-0608-8 | Juni 2011      |
| Kritik der reinen Vernunft                                           | Immanuel Kant               | ISBN 978-4-7816-0634-7 | Juli 2011      |
| Yotsuya Kaidan                                                       | unbekannt                   | ISBN 978-4-7816-0633-0 | Juli 2011      |
| Vom Kriege                                                           | Carl von Clausewitz         | ISBN 978-4-7816-0636-1 | August 2011    |
| Ägyptisches Totenbuch                                                | unbekannt                   | ISBN 978-4-7816-0635-4 | August 2011    |
| Aufzeichnungen aus dem Kellerloch                                    | Fjodor Dostojewski          | ISBN 978-4-7816-0668-2 | September 2011 |
| Auferstehung                                                         | Leo Tolstoi                 | ISBN 978-4-7816-0669-9 | September 2011 |
| Väter und Söhne                                                      | Iwan Turgenjew              | ISBN 978-4-7816-0671-2 | Oktober 2011   |
| Ilias und Odyssee                                                    | Homer                       | ISBN 978-4-7816-0670-5 | Oktober 2011   |
| Der Wohlstand der Nationen                                           | Adam Smith                  | ISBN 978-4-7816-0690-3 | November 2011  |
| Paradise Lost                                                        | John Milton                 | ISBN 978-4-7816-0689-7 | November 2011  |
| Die Struktur von „Iki“                                               | Kuki Shūzō                  | ISBN 978-4-7816-0693-4 | Dezember 2011  |
| Spiegel, Schwert und Edelstein                                       | Ruth Benedict               | ISBN 978-4-7816-0694-1 | Dezember 2011  |
| 1984                                                                 | George Orwell               | ISBN 978-4-7816-0726-9 | Januar 2012    |
| Ein Leben                                                            | Guy de Maupassant           | ISBN 978-4-7816-0727-6 | Januar 2012    |
| Verfassung Japans                                                    | diverse                     | ISBN 978-4-7816-0744-3 | Februar 2012   |
| Notizbücher Leonardo da Vincis                                       | Leonardo da Vinci           | ISBN 978-4-7816-0745-0 | Februar 2012   |
| Laozi                                                                | Laozi                       | ISBN 978-4-7816-0747-4 | März 2012      |
| Kaitai Shinsho                                                       | Sugita Genpaku              | ISBN 978-4-7816-0746-7 | März 2012      |
| Shōjo Jigoku                                                         | Yumeno Kyūsaku              | ISBN 978-4-7816-0769-6 | April 2012     |
| Anna Karenina                                                        | Leo Tolstoi                 | ISBN 978-4-7816-0768-9 | April 2012     |
| Selbstbetrachtungen                                                  | Mark Aurel                  | ISBN 978-4-7816-0785-6 | Mai 2012       |
| Die Geschichte Japans                                                | Luís Fróis                  | ISBN 978-4-7816-0784-9 | Mai 2012       |
| Heike Monogatari                                                     | unbekannt                   | ISBN 978-4-7816-0786-3 | Juni 2012      |
| Emile oder über die Erziehung                                        | Jean-Jacques Rousseau       | ISBN 978-4-7816-0787-0 | Juni 2012      |
| Yume Jūya                                                            | Natsume Sōseki              | ISBN 978-4-7816-0820-4 | Juli 2012      |
| Tsugaru                                                              | Dazai Osamu                 | ISBN 978-4-7816-0821-1 | Juli 2012      |
| Zwei Jahre Ferien                                                    | Jules Verne                 | ISBN 978-4-7816-0832-7 | August 2012    |
| Autobiographie von Heinrich Schliemann                               | Heinrich Schliemann         | ISBN 978-4-7816-0831-0 | August 2012    |
| Remon                                                                | Kajii Motojirō              | ISBN 978-4-7816-0849-5 | September 2012 |
| Futon                                                                | Tayama Katai                | ISBN 978-4-7816-0850-1 | Oktober 2012   |
| Yoakemae                                                             | Tōson Shimazaki             | ISBN 978-4-7816-0851-8 | November 2012  |
| Man’yōshū                                                            | Sammelwerk                  | ISBN 978-4-7816-0852-5 | Dezember 2012  |
| Unterm Rad                                                           | Hermann Hesse               | ISBN 978-4-7816-0923-2 | Januar 2013    |
| Wissenschaft als Beruf und Politik als Beruf                         | Max Weber                   | ISBN 978-4-7816-0924-9 | Februar 2013   |
| Apologie                                                             | Platon                      | ISBN 978-4-7816-0956-0 | März 2013      |
| Une saison en enfer                                                  | Arthur Rimbaud              | ISBN 978-4-7816-0957-7 | April 2013     |
| Der Graf von Monte Christo                                           | Alexandre Dumas             | ISBN 978-4-7816-0959-1 | Mai 2013       |
| Napoleon Genkōroku                                                   | unbekannt                   | ISBN 978-4-7816-0958-4 | Juni 2013      |
| Tōno Monogatari                                                      | Yanagita Kunio              | ISBN 978-4-7816-0960-7 | Juli 2013      |
| Risshō Ankoku Ron                                                    | Nichiren                    | ISBN 978-4-7816-1071-9 | September 2013 |
| Shiji                                                                | Sima Qian                   | ISBN 978-4-7816-1096-2 | November 2013  |
| Zen no Kenkyū                                                        | Nishida Kitarō              | ISBN 978-4-7816-1121-1 | Januar 2014    |
| Relativitätstheorie                                                  | Albert Einstein             | ISBN 978-4-7816-1147-1 | April 2014     |
| Eine Studie in Scharlachrot                                          | Arthur Conan Doyle          | ISBN 978-4781612348    | Juli 2014      |